# Aloe nigricans
Aloe nigricans é uma espécie de liliopsida do gênero Aloe, pertencente à família Asphodelaceae.